# Bartholomäus Zeitblom
Bartholomäus Zeitblom est un peintre de la Renaissance allemande actif à Ulm.

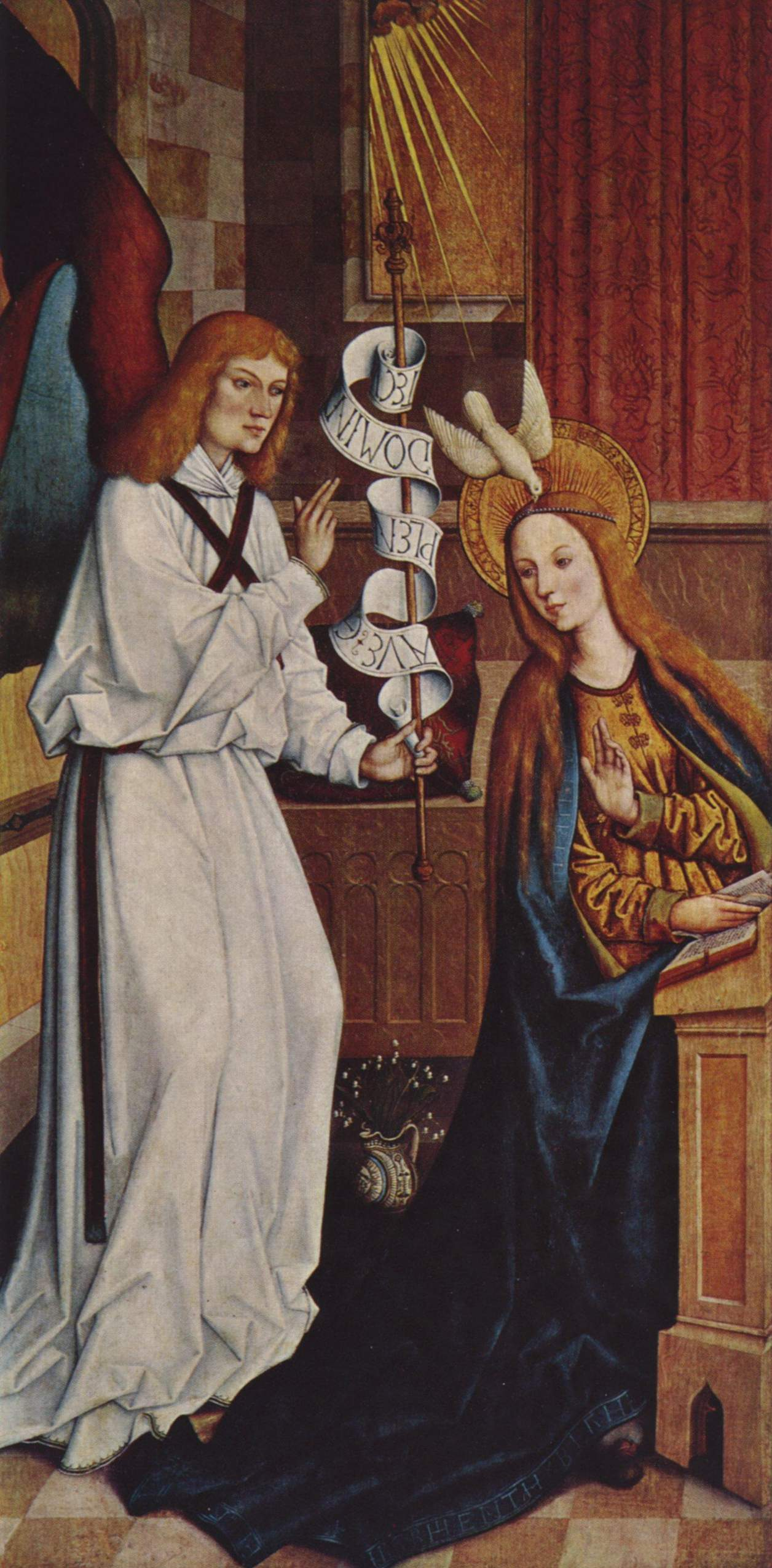
Annonciation, 1495
retable Eschach, Staatsgalerie (Stuttgart)

## Biographie
Né à Nördlingen vers 1455, il s'est installé à Ulm où son atelier était florissant et produisait de nombreuses œuvres aux sujets religieux, et des portraits. Sa peinture, part du gothique tardif, pour s'ouvrir à l'influence flamande et italienne humaniste. Elle est caractérisée par l'utilisation habile de la couleur, fraîche et lumineuse, et des personnages, grands et élégants, souvent situés dans des intérieurs spacieux.
Il est mort à Ulm autour de 1520.

## Œuvres
- Scènes de la légende de Saint-Valentin, 1455, Schaezlerpalais, Galerie nationale des Maîtres allemands anciens, Augsbourg
- quatre panneaux du retable Eschach, 1495, représentant les deux saints Jean, l'Annonciation (214 × 107 cm) et la Visitation, couleur sur bois, Staatsgalerie (Stuttgart)
- Le Baptême du Christ, 1495-1500, huile sur toile, 137 × 71 cm, Artgate Fondazione Cariplo
- le retable de l'église de Heerberg, 1497
- le grand retable de la Passion dans le monastère de Blaubeuren
- Predelle avec les saintes Barbe, Marguerite, Anne, Dorothée er Marie Madeleine, Schaezlerpalais, Galerie nationale des Maîtres allemands anciens, Augsbourg

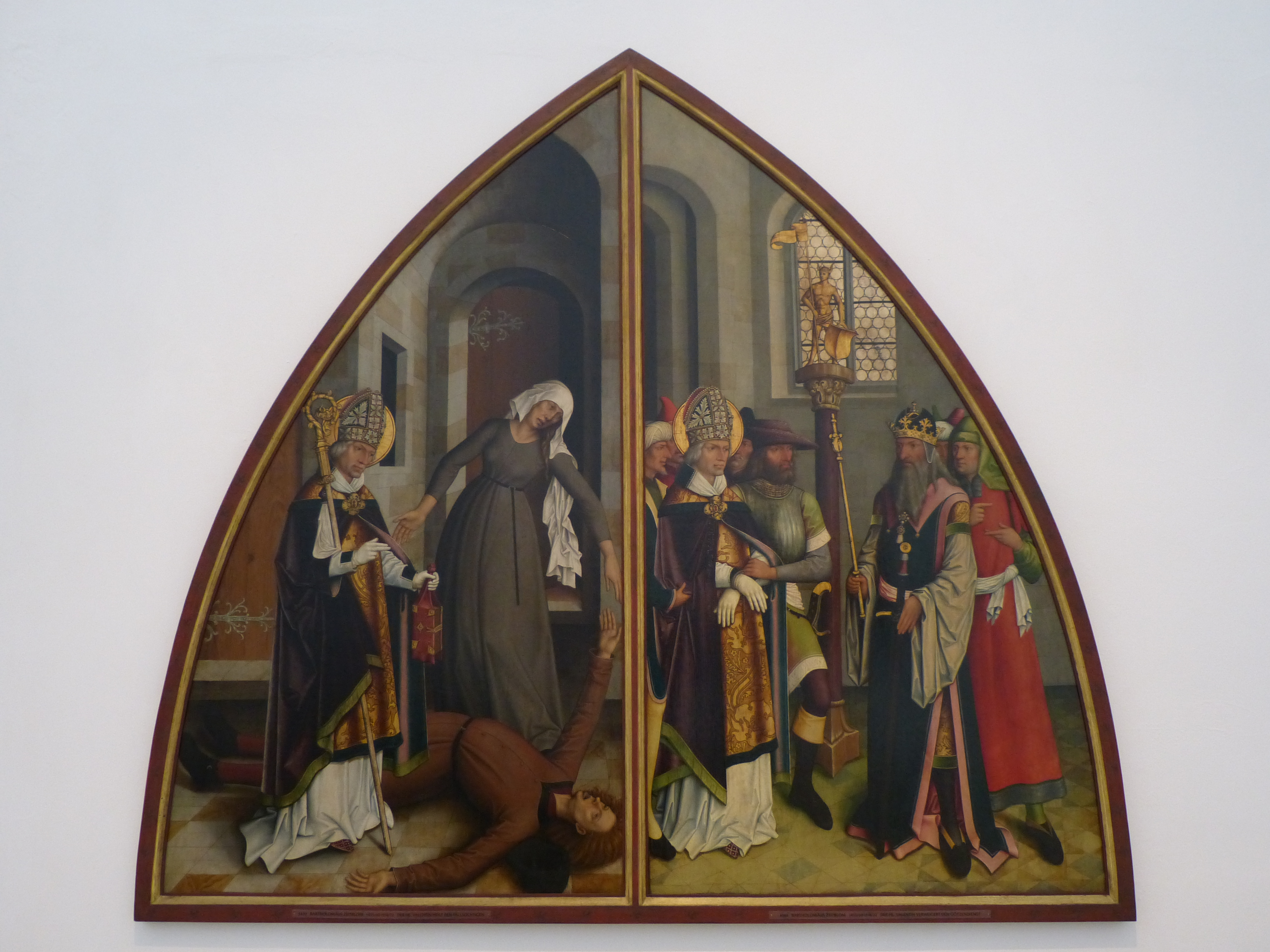
Légende de Saint-Valentin,1455 Schaezlerpalais, Augsbourg
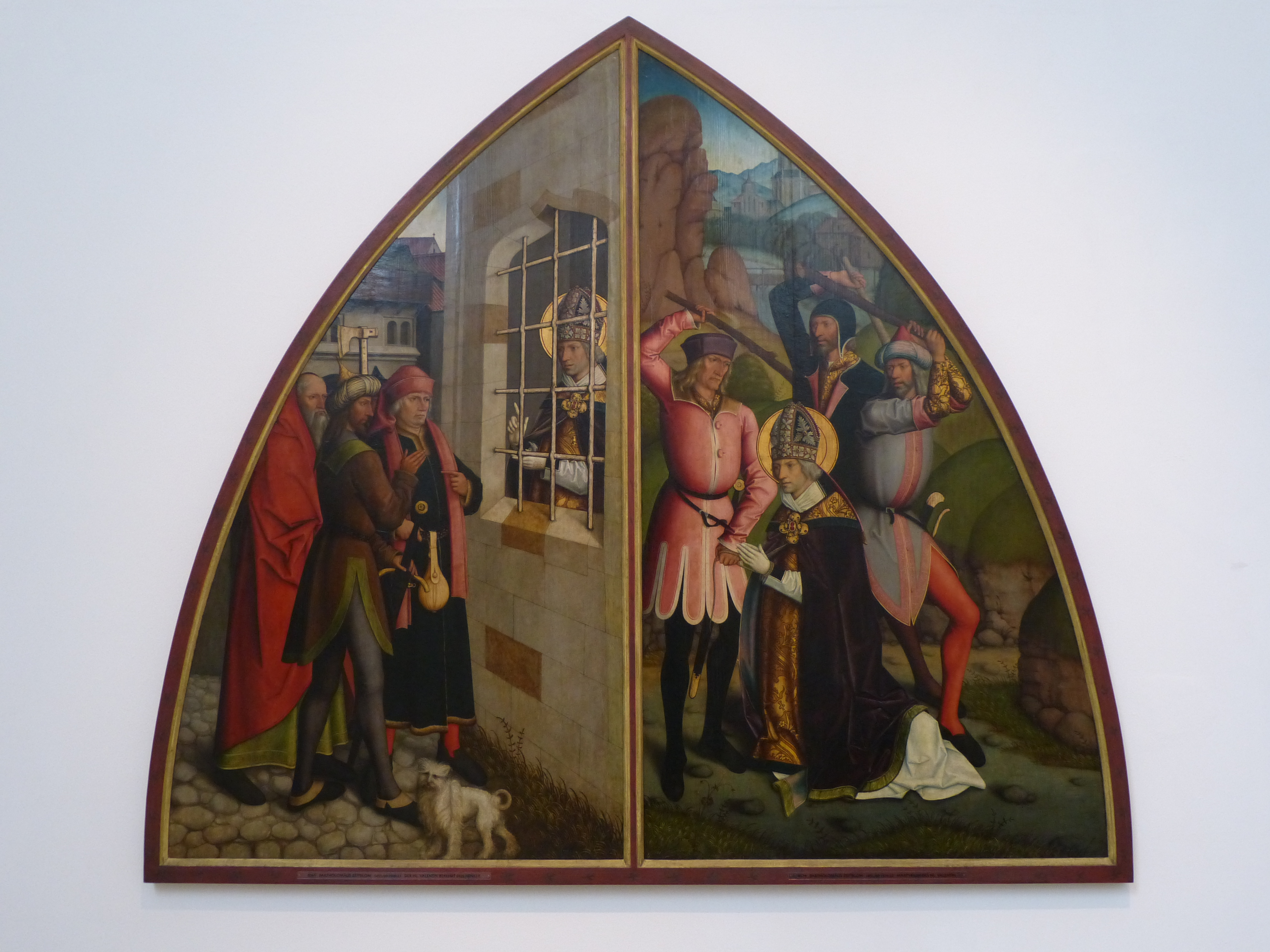
Légende de Saint-Valentin,1455 Schaezlerpalais, Augsbourg

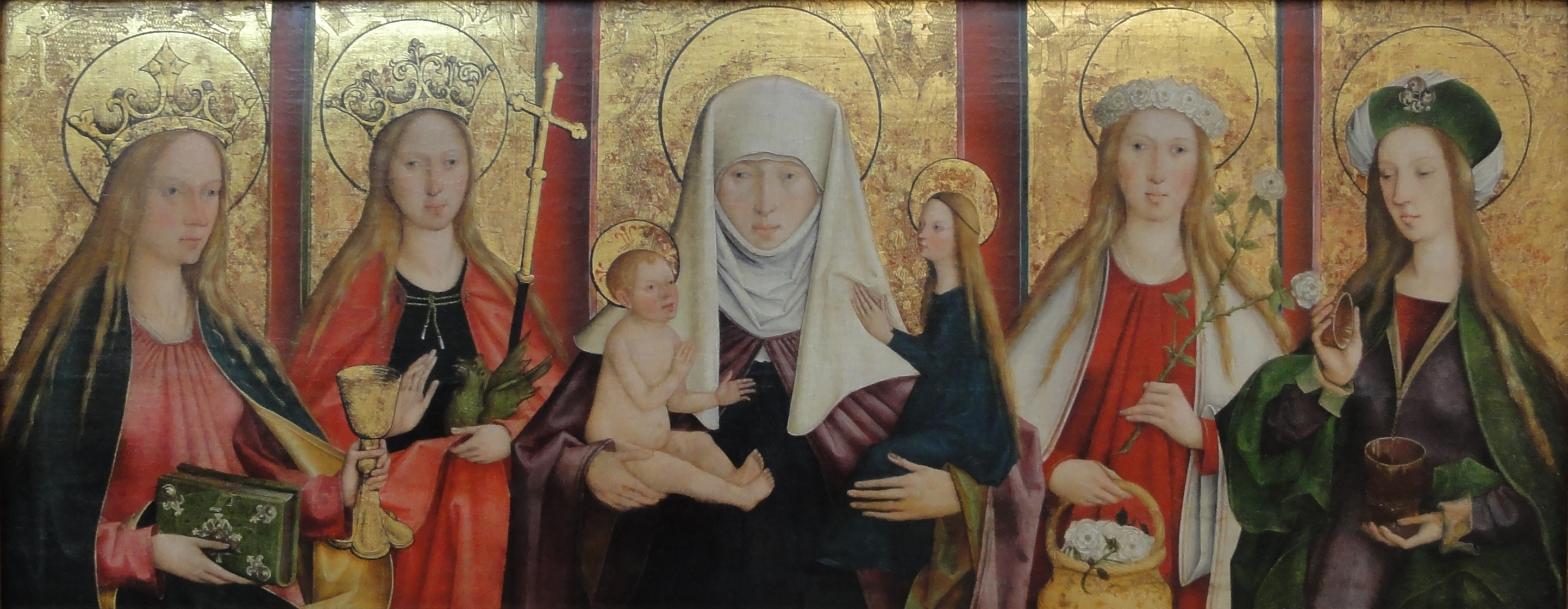
Predelle avec les saintes Schaezlerpalais, Augsbourg
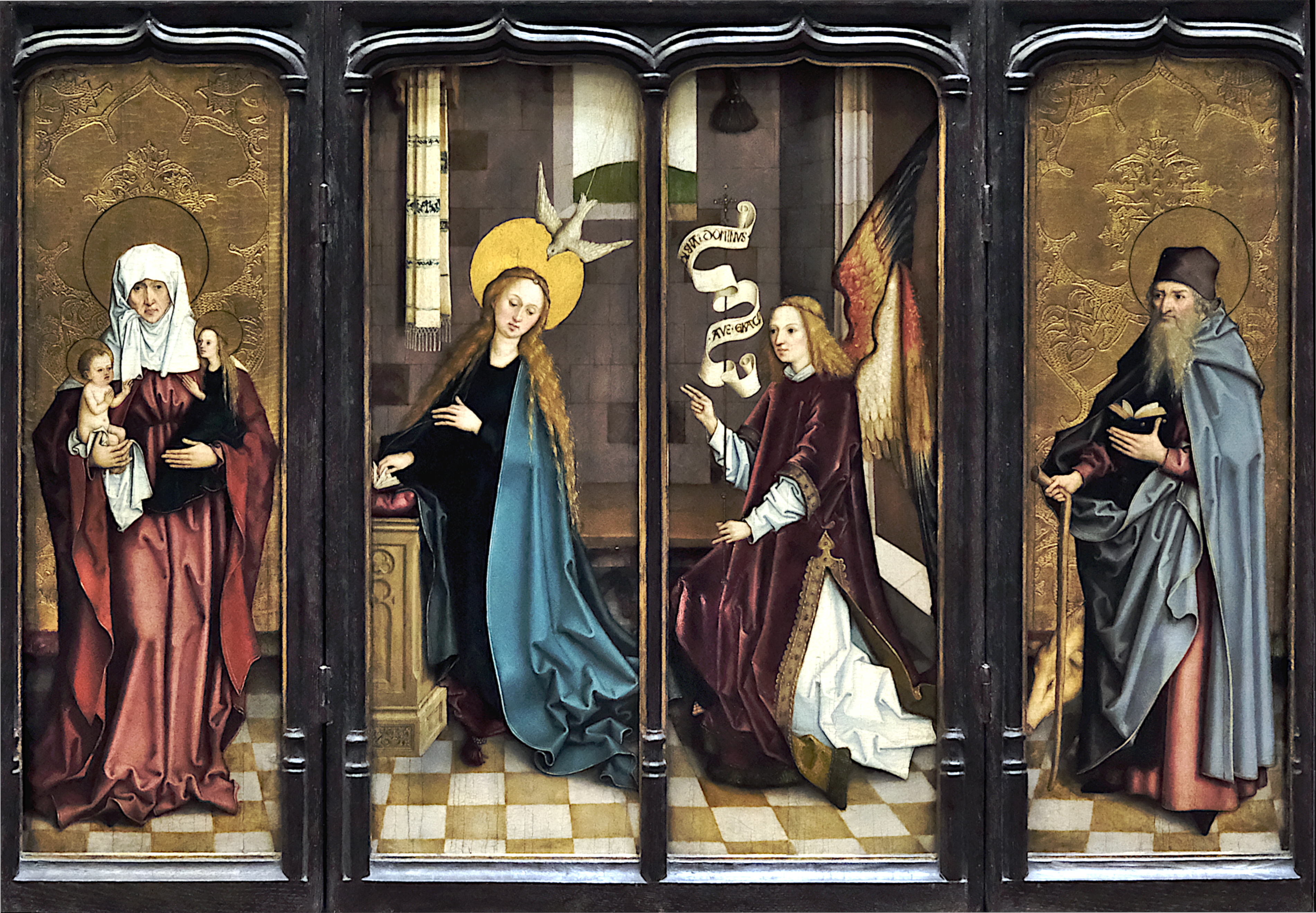
Sainte Anne - Annonciation (volets extérieurs du retable remontés au centre) - Saint Antoine abbé, vers 1495-1500 (Louvre RF2092)